# Edmond Nazaryan
Edmond Armen Nazaryan (bulgare : Едмонд Армен Назарян), né le 19 janvier 2002, est un lutteur bulgare pratiquant la lutte gréco-romaine. Il est le fils du lutteur arménien Armen Nazaryan.

## Carrière
Edmond Nazaryan est médaillé de bronze dans la catégorie des moins de 45 kg aux Jeux olympiques de la jeunesse de 2018 à Buenos Aires.
Il est médaillé d'or en moins de 55 kg aux Championnats d'Europe 2020 à Rome et médaillé d'argent en moins de 60 kg aux Championnats d'Europe de lutte 2022 à Budapest ainsi qu'aux Championnats du monde de lutte 2022 à Belgrade.
Il remporte la médaille d'or en moins de 60 kg aux Championnats d'Europe de lutte 2023 à Erevan.